# John Örwall
John Olof Örwall född 10 juli 1827 i Drothems socken, Östergötlands län, död 29 december 1897 i Stockholm (kyrkobokförd i Kullerstads församling, Östergötland), var en svensk bruksägare och politiker. 
Örwall var förvaltare vid skogs- och bruksegendomar i Norrland samt bruksägare och chef för de industriella anläggningarna vid Skärblacka i Östergötlands län. 
Örwall var riksdagsledamot i andra kammaren 1878–1881 för Risinge, Hällestads och Tjällmo domsagas valkrets, 1885–1887 för Finspånga läns domsagas valkrets och 1891 för Björkekinds, Östkinds, Lösings, Bråbo och Memmings domsagas valkrets. Han tillhörde däremellan första kammaren åren 1888–1890, invald av Östergötlands läns valkrets.